# Gemer (okres Revúca)
Gemer (maďarsky Sajógömör) je obec na jihovýchodním Slovensku ve stejnojmenném regionu. Žije zde 899 obyvatel. Je zde základní škola s vyučovacím jazykom maďarským.

## Historie
První písemná zmínka o sídle pochází z roku 1198. 
Bohatou historii má zdejší školství. Již v roce 1616 zde byla latinská škola a v 18. století zde byla založena vyšší maďarská škola s vyučovacm jazykem maďarským. V 19. století zde bylo evangelické gymnázium, na kterém studovalo mnoho význačných slovenských osobností, např. Samo Chalúpka, Ján Kalinčiak, Janko Kráľ, Janko Matuška, Pavel Jozef Šafárik, Samuel Dobroslav Štefanovič, Samo Tomášik.

## Turistické zajímavosti
- Gemerský hrad
- Evangelický kostel z roku 1882
- Fara evangelického kostela
- Kaštel z přelomu 17. a 18. století
- Budova ZŠ z roku 1930

- Socha Matyáše Korvína
- Pomník Panny Cinkové

## Doprava

### Železniční
Obec má vlastní železniční zastávku na trati č. 160 (Zvolen – Lučenec – Fiľakovo – Jesenské – Tornaľa - Rožňava – Košice).

## Partnerské obce
- Kisgyőr